# Tierra Adentro 3.ª Sección (El Vigía)
Tierra Adentro 3.ª Sección (El Vigía) es una ranchería del municipio de Jalpa de Méndez ubicado en la subregión centro del estado mexicano de Tabasco.

## Geografía
La localidad se ubica a 11.0 kilómetros (en dirección norte) de la localidad de Jalpa de Méndez, la cabecera y lugar más poblado del municipio. Se sitúa en las coordenadas geográficas 18°04′47″N 93°02′30″O / 18.079722, -93.041667, a una elevación de 5 metros sobre el nivel del mar.

## Demografía
Según el Conteo de Población y Vivienda 2020, efectuado por el Instituto Nacional de Estadística y Geografía, la localidad de Tierra Adentro 3.ª Sección (El Vigía) tiene 348 habitantes, de los cuales 171 son del sexo masculino y 177 del sexo femenino. Su tasa de fecundidad es de 2.83 hijos por mujer y tiene 100 viviendas particulares habitadas.
| Gráfica de evolución demográfica de Tierra Adentro 3.ª Sección (El Vigía) entre 1940 y 2020 |
|                                                                                             |
| INEGI.                                                                                      |